# برونچتسه (استان اشوی‌داشکسیه)
برونچتسه (به لهستانی: Brończyce) یک منطقهٔ مسکونی در لهستان است که در گمینا بیستسه واقع شده‌است.